# Kačerov (Zdobnice)
Kačerov je vesnice a základní sídelní jednotka na katastrálním území Kačerov u Zdobnice v evidenční části Zdobnice obce Zdobnice v okrese Rychnov nad Kněžnou. V roce 2016 bylo její jádro v okolí kostela svaté Kateřiny prohlášeno za vesnickou památkovou zónu. V roce 2016 mělo 3 stálé obyvatele, jinak slouží především rekreaci.

## Historie
První doložená písemná zmínka o Kačerovu je z roku 1562. Jedná se o urbář rychnovského panství dokumentující sklářskou výrobu v Kačerově a jmenuje i jednotlivé obyvatele. Urbanismus obce i nálezy v lokalitě však dokladují existenci vsi minimálně o sto let dříve. Až do poloviny 17. století byl Kačerov českou vesnicí. Jsou zaznamenána jména jako Jíra Táborků, Waczlaw Lzyczarz, Petr Kotlyna (1562), Martin Sklenář (sklářský mistr), Jakub Jeniků, Jan Czierný, Důra sklenárská vdova, Wáczlaw Rohonek (1571), Jan Nováků, Wáczlaw Šenkýř, Wáczlav Zrůbáček, Jindra Hajnej (1597). 

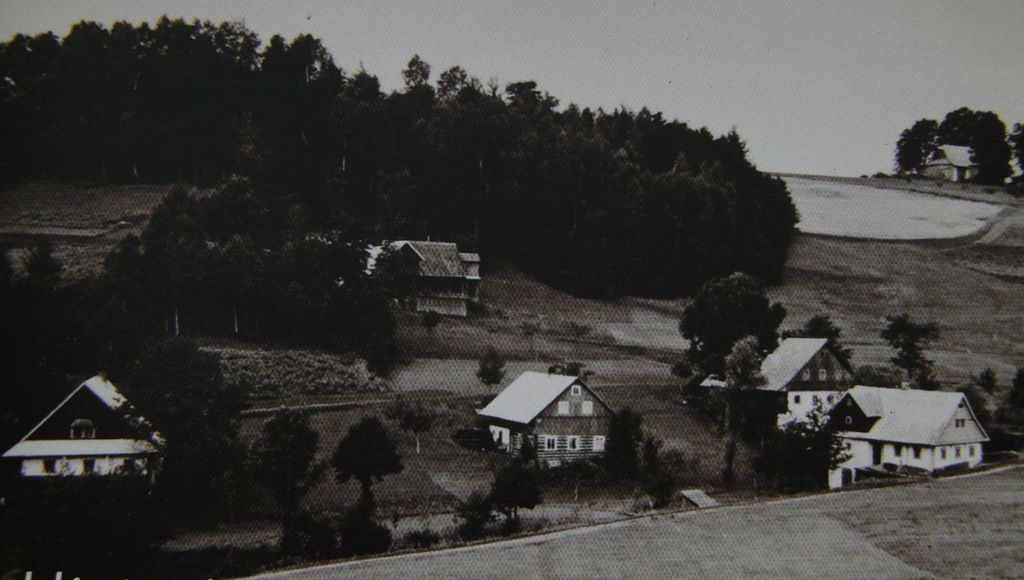
Historický střed dolní části obce (1937)

Sklářská výroba v Kačerově zanikla kolem roku 1610. Důvodem byl nedostatek dřevní hmoty. Bývalý hutní statek, později č.p. 1, se stal rychtou a největším statkem ve vsi. Kačerov se přeměnil na zemědělskou osadu, což byl obvyklý jev v Orlických horách. Po roce 1621 docházelo postupně k odlivu českého obyvatelstva a naopak přílivu německého etnika. Důvodem byla drastická těžba dřeva na pozemcích v držení královské komory pro potřeby dolů v Kutné Hoře. Místní obyvatelstvo, neschopné zvládnout těžbu, bylo nahrazováno těžaři z Tyrol, dříve působících v Krkonoších. V roce 1654 jsou zaznamenána vedle českých jmen i jména jako Kryštof Ulrych, Jakub Hybner, Kašpar Hermann. Počátkem 18. století se kačerovské rody ustalují, mizí definitivně česká jména i první jména německá.
První dřevěný kostel stál v údolí (dnes kamenný kříž proti mlýnu) již před rokem 1556 (1449). V roce 1683 bylo rozhodnuto o zboření „stářím zchátralého kostela“ a jeho výstavbě na místě dnešní stavby. Byl znovu postaven roku 1684 nad údolím a byl opět dřevěný. Vyhořel po zásahu blesku v roce 1794. V letech 1796–1798 byl vybudován nový klasicistní kamenný kostel sv. Kateřiny, stojící dodnes.
Škola byla v Kačerově založena před rokem 1691. Byla zpočátku provozována po chalupách. V roce 1822 byla postavena nová kamenná budova školy vedle kostela, která byla v roce 1883 zvýšena o roubené patro. Dvoutřídka vyučovala až 96 dětí. K budově školy se také váže osoba asi nejvýznamnějšího kačerovského rodáka Emiliana Kaufmanna. Ačkoliv pocházel z německé rodiny, stal se výraznou osobou české medicíny a kultury. V roce 1891 byl jmenován mimořádným profesorem na české lékařské fakultě Univerzity Karlovy v Praze. Je považován za zakladatele české otorhinolaryngologie. Vedle své lékařské činnosti se po celý život angažoval na poli hudby jako sbormistr, varhaník, skladatel a redaktor Věstníku pěveckého a hudebního. Je považován za nejvýznamnějšího starostu Jednoty pěveckých spolků českoslovanských, které předsedal v letech 1895–1903. Pochován je na kačerovském hřbitově u zdi kostela svaté Kateřiny.
Obec žila převážně zemědělskou činností, tkalcováním, lepením lubových krabiček, řemesly všeho druhu, těžbou dřeva atd. V roce 1888 zde stálo 104 domů s 524 obyvateli. Působil zde lékař i zubař. Po roce 1945 bylo veškeré německé obyvatelstvo ve třech vlnách odsunuto do Německa. Následný pokus o osídlení se nezdařil, domy chátraly a postupně bylo 70 procent stavení, včetně hospodářských budov, zbořeno. Mezi nimi i vzácná renesanční budova sklárny a rychta č.p. 1, dva mlýny i největší statky ve vsi.
Proti tomuto nezadržitelnému trendu v Kačerově počala působit od roku 1947 skupina chalupářů v čele s herečkou Evou Gerovou (Šanovcovou). Byl tak zachráněn vzácný soubor lidových staveb v nejcennější a historicky nejstarší části obce. Do dneška se tak zachovalo 31 původních objektů (25 chalup, škola, kostel, kaple a dvě stodoly) a jen menší část těchto objektů byla přestavbami vážně poškozena. Počátkem 70. let 20. století byla na katastru Kačerova povolena výstavba rekreačních chat. Od 80. let je Kačerov katastrální částí obce Zdobnice. V roce 2016 byl Kačerov vyhlášen jako vesnická památková zóna – jediná v Orlických horách.
Historii obce Kačerov se věnuje publikace Jiřího Bílka Příběh sudetské vesnice.

## Obyvatelstvo
| rok            | 1869 | 1880 | 1890 | 1900 | 1910 | 1921 | 1930 | 1950 | 1961 | 1970 | 1980 | 1991 | 2001 | 2011 | 2021 |
| počet obyvatel | 609  | 524  | 597  | 489  | 424  | 407  | 344  | 29   | 11   | 1    | 0    | 0    | 8    | 4    | 4    |

## Památky

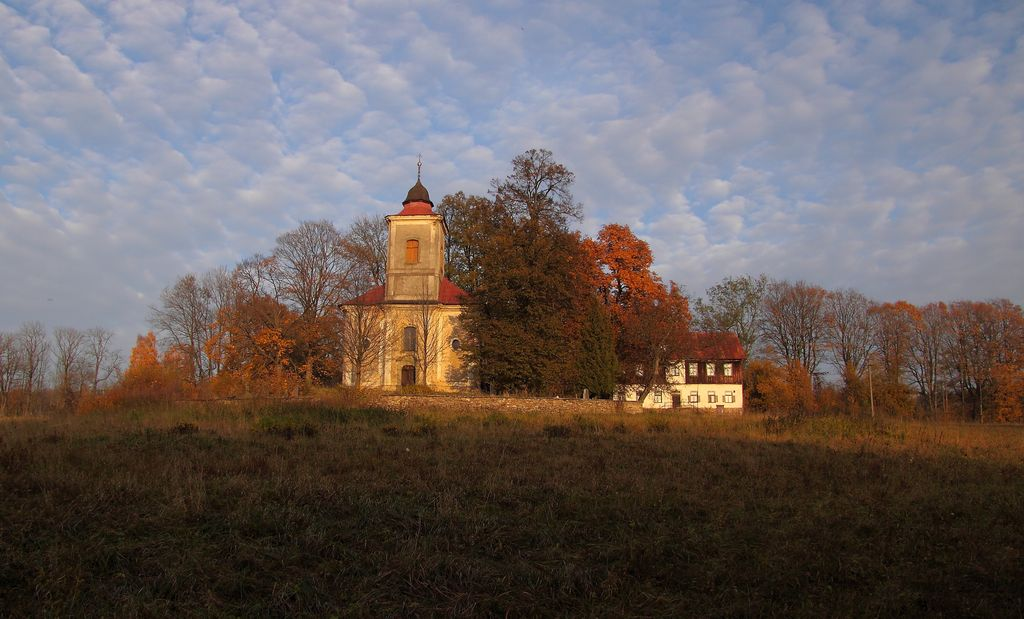
Dominanty vsi – kostel a škola

Ve vsi jsou tři kulturní památky, zapsané 24. března 1964: pozdně barokní farní kostel svaté Kateřiny s ohradní zdí hřbitova (márnice již zanikla) a klasicistní sousoší Piety na pilíři s křížem, v životní velikosti, signované sochařem Mielnitzkým k roku 1832, na jižním okraji vsi při silnici do Kunčiny Vsi. Nově vyhlášen je také pískovcový kříž na místě původního kostela a hřbitova dole v údolí.
V dolní části Kačerova, v údolí kolem Liberského potoka, dosud existuje soubor převážně roubené lidové architektury charakteristické pro oblast Orlických hor. Jedná se především o přízemní chalupy východosudetského typu komoro-chlévní dispozice s roubenými světnicemi a zděnými zadními částmi, bedněnými štíty a přístavky.
Nejstarší chalupy ve vsi z konce 18. století se vyznačují typickými sedlovými střechami a přesahy stropních trámů. Dalšími typickými prvky tohoto období jsou sdružená okna ve štítu (če. 64 a 62), unikátní bedněný štít zdobený jednoduchým "schodovitým" vzorem z lišt (če. 62). Nejlepším příkladem lidové architektury z konce 18. stol. na Kačerově je če. 64 s jednoduchým bedněným štítem se sdruženými okny a nadokenní okapnicí, masivním podlomením a ochozem kolem roubené světnice (zejména tento prvek pro horské oblasti typický dnes téměř zanikl).
Ostatní chalupy postavené v 19. stol. se vyznačují roubenými stěnami ze subtilnějších trámů a  jednoduchými klasicistními šambránami kolem oken. Časté zde jsou předválečné a meziválečné úpravy, jako jsou vaznicové soustavy krovů, jednoduše bedněné štíty bez předsazení či nastavovaná bedněná polopatra, která se přistavovala spolu s novým krovem kvůli zvětšení skladovacích prostor na půdách. Střechy byly postupně vybavovány jednoduchými vikýři s pultovými stříškami. Chalupy byly často obestavovány jednoduchými bedněnými přístěnky, v případě čp. 56 i křížovou světničkou nad vchodem nesenou sloupkem.

Krajinný ráz Kačerova dotváří také mnohé sakrální památky jako je již zmíněné sousoší Piety z roku 1832, dále pískovcový kříž na místě původního kostela dole v údolí, malá kaplička z roku 1856 při cestě ke křižovatce nebo drobná boží muka na cestě v dnes již neexistujícím horním Kačerově směrem na hřeben. Vedle hlavní cesty se pod skalou nachází památník obětem první světové války se jmény téměř třiceti obyvatel Kačerova. Dokladem hospodářské činnosti jsou dnes již poslední dvě kamenné stodoly v horní části vsi. V dolní části vsi kolem mlýna se nachází původní kamenné mostky. 

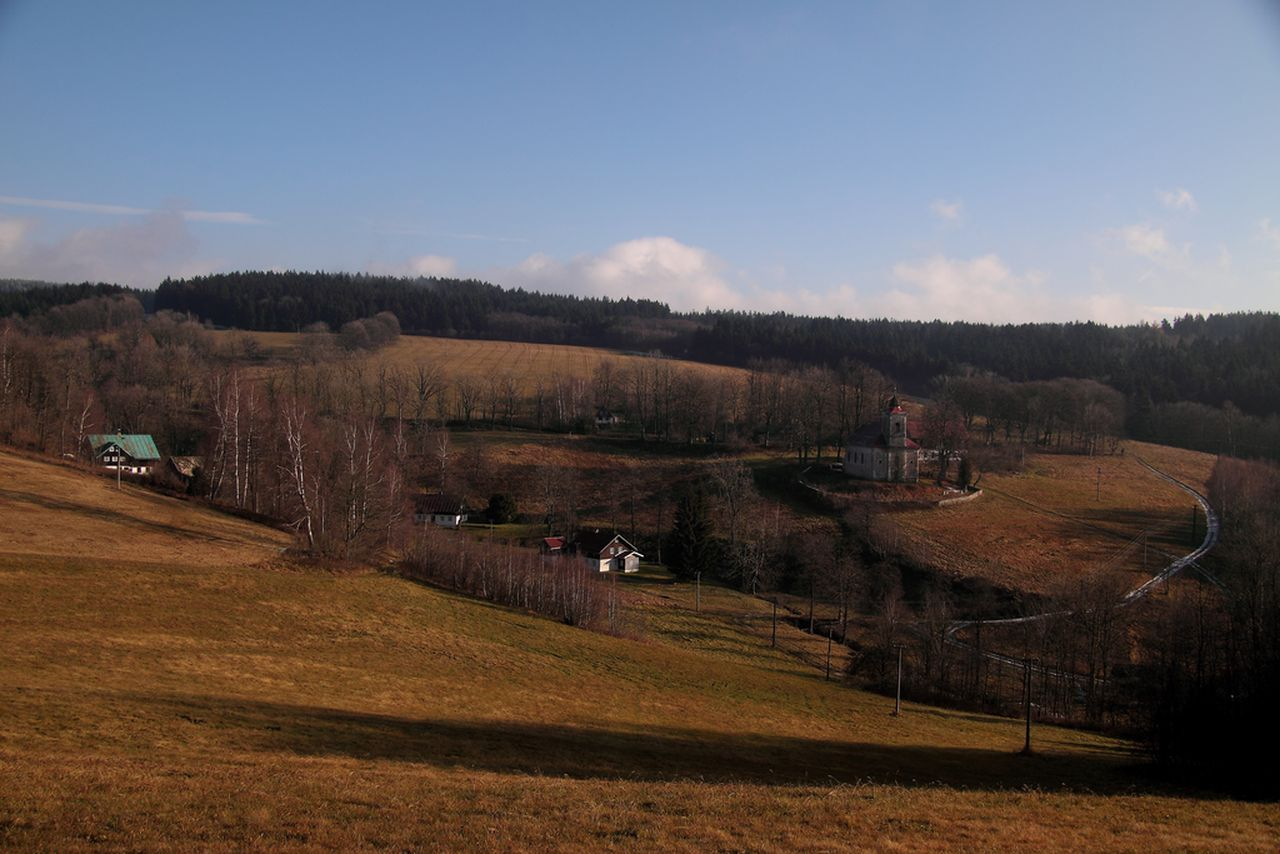
Pohled na dominantu kostela od cesty

Kačerov byl pro své nesporné architektonické a urbanistické hodnoty v červnu 2016 vyhlášen vesnickou památkovou zónou. V oblasti Orlických hor se svými architektonickými kvalitami dokáží přiblížit již jen horské vsi Šediviny a Neratov a části vsí Jadrná či Bartošovice.

## Příroda
Na katastrálním území Kačerova se nachází několik druhů přírodních biotopů ovlivněných činností člověka. V dolní části obce, v hluboce sevřeném údolí Liberského potoka, se po levé straně nachází komplex autenticky zachovalých acidofilních bučin, které se vyznačují druhově chudým bylinným patrem, kterým dominují zejména traviny (metlička křivolaká).

Údolí Liberského potoka se poté rozvírá do strání, které byly odedávna využívány k pasení dobytka a sečení, některé segmenty potom jako pole. Tyto květnaté louky se dodnes vyznačují vysokou druhovou rozmanitostí (z těch nejvýraznějších lze uvést štírovník růžkatý, vikev plotní, kakost luční, osívka jarní, jestřábník žlutý a oranžový, rdesno hadí kořen a také nejvíce výrazný sléz pižmový).

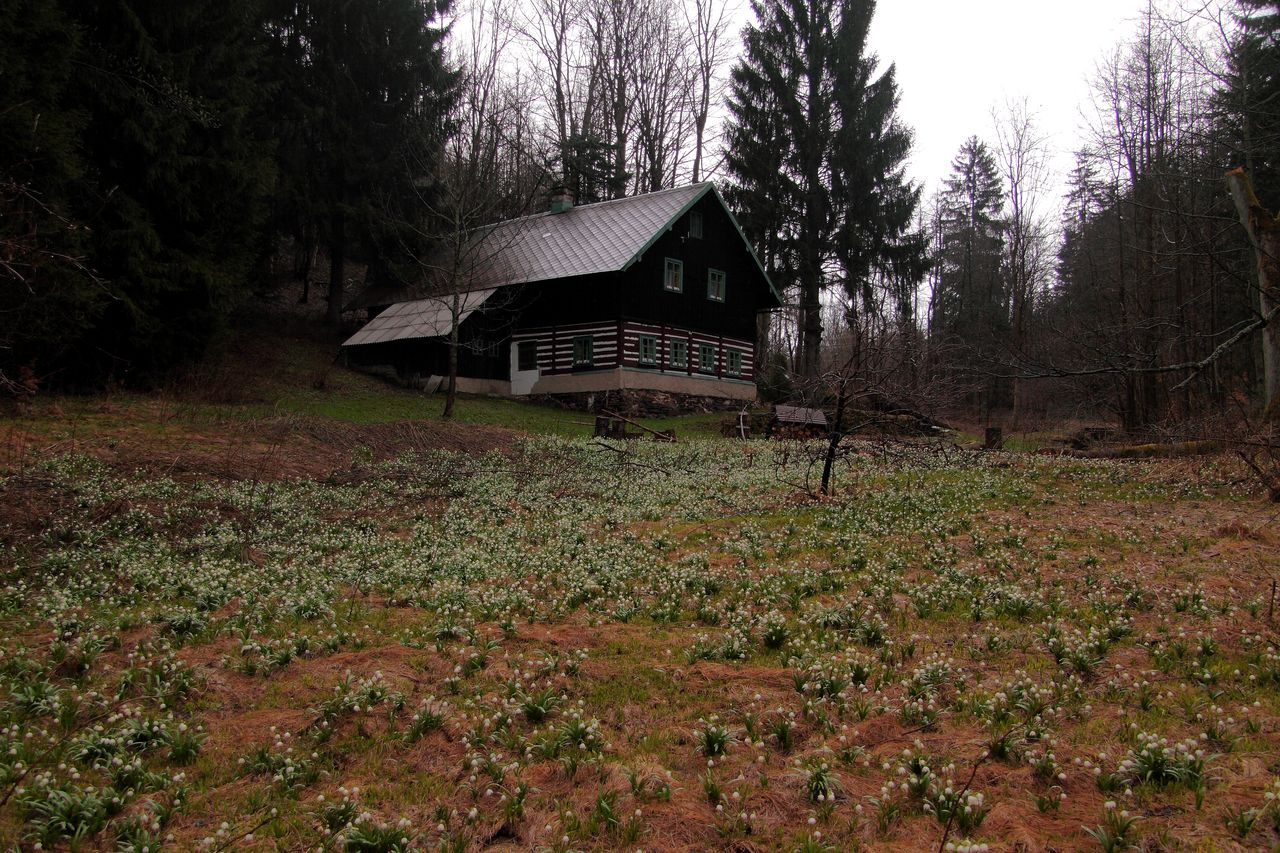
Bledule jarní v kobercových porostech kolem potoka

Kolem celého toku liberského potoka se nachází pásmo horských potočních olšin s olší šedou (horní část toku), kolem pramenišť okolo potoka se nacházejí devětsilové lemy s devětsilem bílým a lékařským, velice výrazným aspektem v jarním období je zejména v dolní údolní části a střední části vsi bledule jarní, která se tu objevuje v kobercových porostech.
V horní části vsi napravo od silnice se nachází přírodní rezervace Kačerov (650–720 m n. m.). Jedná se o komplex lučních pramenišť až přechodových rašelinišť, částečně zarostlých náletovými dřevinami (olše šedá, břízy, vrby, jasan ztepilý). Rašeliniště bylo částečně poškozeno v 70. letech 20. století násilnými melioracemi a přehrazeními. V současné době se CHKO Orlické hory zasloužilo o další umělé zásahy v podobě tůněk, které mají zabránit nežádoucímu odtoku vod z oblasti, rezervace byla dále rozšířena o cenné, druhově bohaté mezofilní mokřadní louky, nacházející se v jihovýchodní části rezervace. Tyto mokřadní louky se mohou pyšnit následujícími zástupci: prstnatec Fuchsův, prstnatec májový, violka bahenní či vachta trojlistá. Severněji položená část je původní luční prameniště zrašelinělé jako přechodové rašeliniště s porosty rosnatky okrouhlolisté.
V horní části vsi se nachází soustava původních uměle vytvořených rybníků, které byly pro svoji významnost zahrnuty do soustavy chráněných území NATURA 2000 jako EVL (evropsky významná lokalita), zároveň byla oblast dolního rybníka vyhlášena jako PP Kačerov. Předmětem ochrany je podpora a stabilizace populace evropsky významných a silně ohrožených živočišných druhů modráska bahenního a modráska očkovaného.

## Doprava
Vesnicí vede silnice III/31816, která přes Kunčinu Ves, Kačerov a Uhřínov spojuje silnice II/318 a II/320. V horní části vsi z ní odbočuje k jihozápadu silnice III/31814 směrem na Prorubky a Panskou Habrovou.
V pracovních dnech sem zajíždějí autobusy linek dvou dopravců od Rychnova nad Kněžnou, přičemž spoje do Kačerova a spoje z Kačerova na sebe vždy navazují a pokračují zpět po jiné silnici, než po které přijely, takže jde fakticky o polookružní objezd:
- 660213 Rychnov nad Kněžnou – Javornice – Liberk – Zdobnice, Kačerov (AUDIS BUS s.r.o., v roce 2016 jezdí 6 až 7 párů spojů v pracovní den, z toho 2 páry – o prázdninách 3 páry – navazují ve směru od Kunčiny Vsi na Liberk a 4 páry od Liberku na Kunčinu Ves.)
- 660513 Rychnov nad Kněžnou – Liberk – Zdobnice, Kačerov (ČSAD Ústí nad Orlicí a.s., v roce 2016 jeden ranní pár spojů v pracovních dnech v mimoprázdninovém období: příjezd přes Kunčinu Ves a odjezd přes Liberk)

V oblasti Kačerova mají autobusy zastávky:
- Zdobnice, Kačerov
- Zdobnice, Kačerov, odb. Prorubky
- Zdobnice, Kačerov, V aleji

## Fotografie

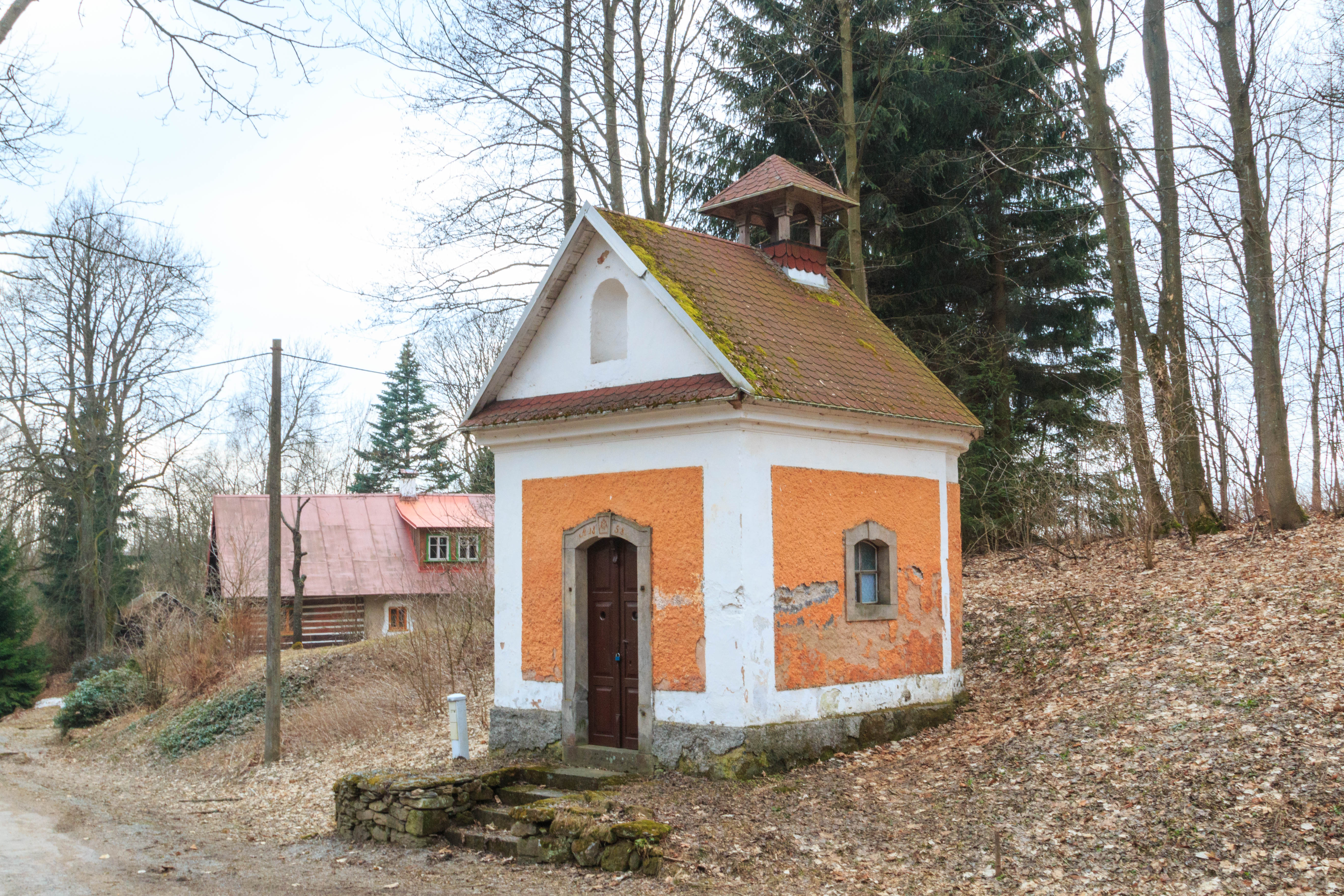
Kačerov u Zdobnice – kaple
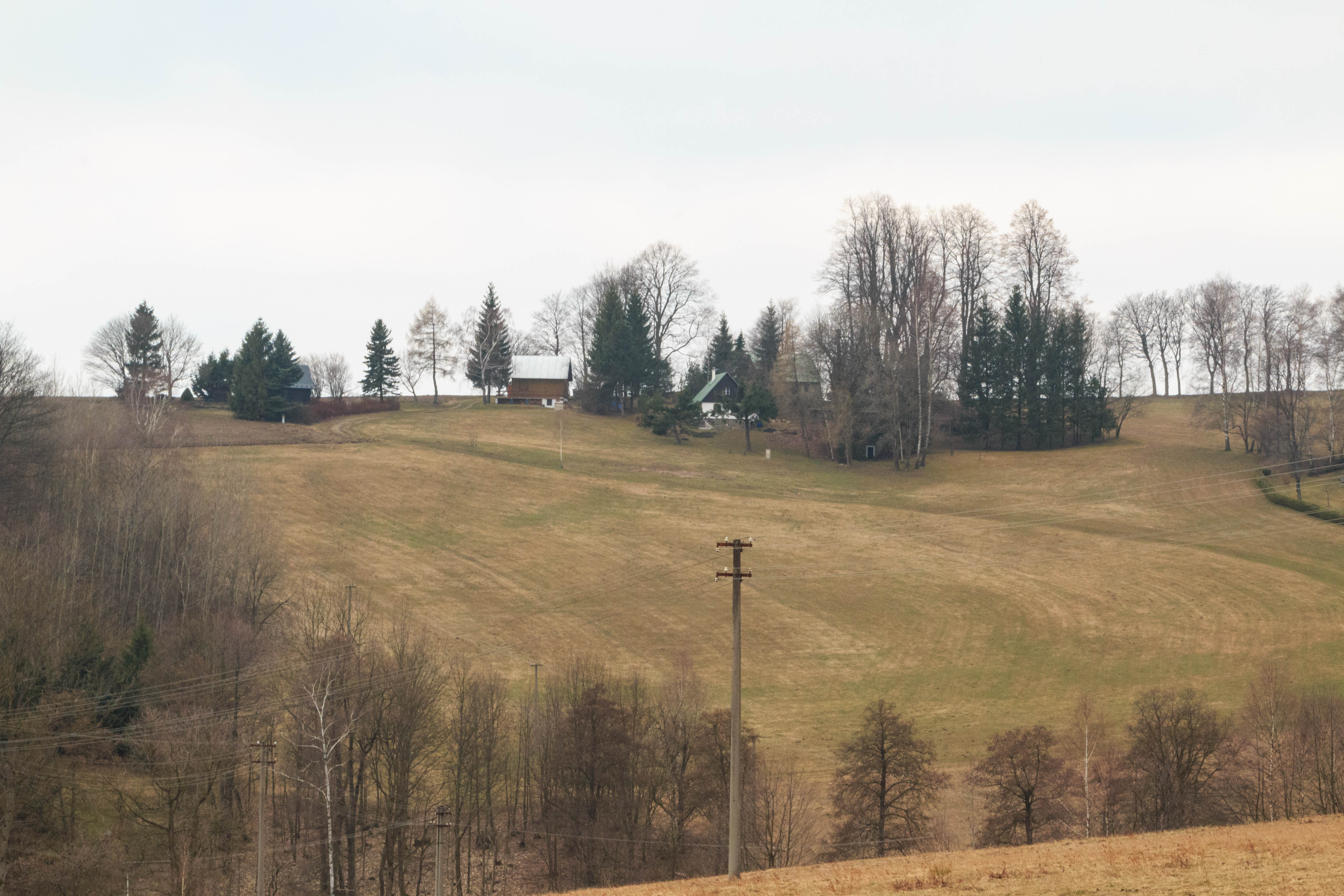
Kačerov u Zdobnice – pohled od kostela
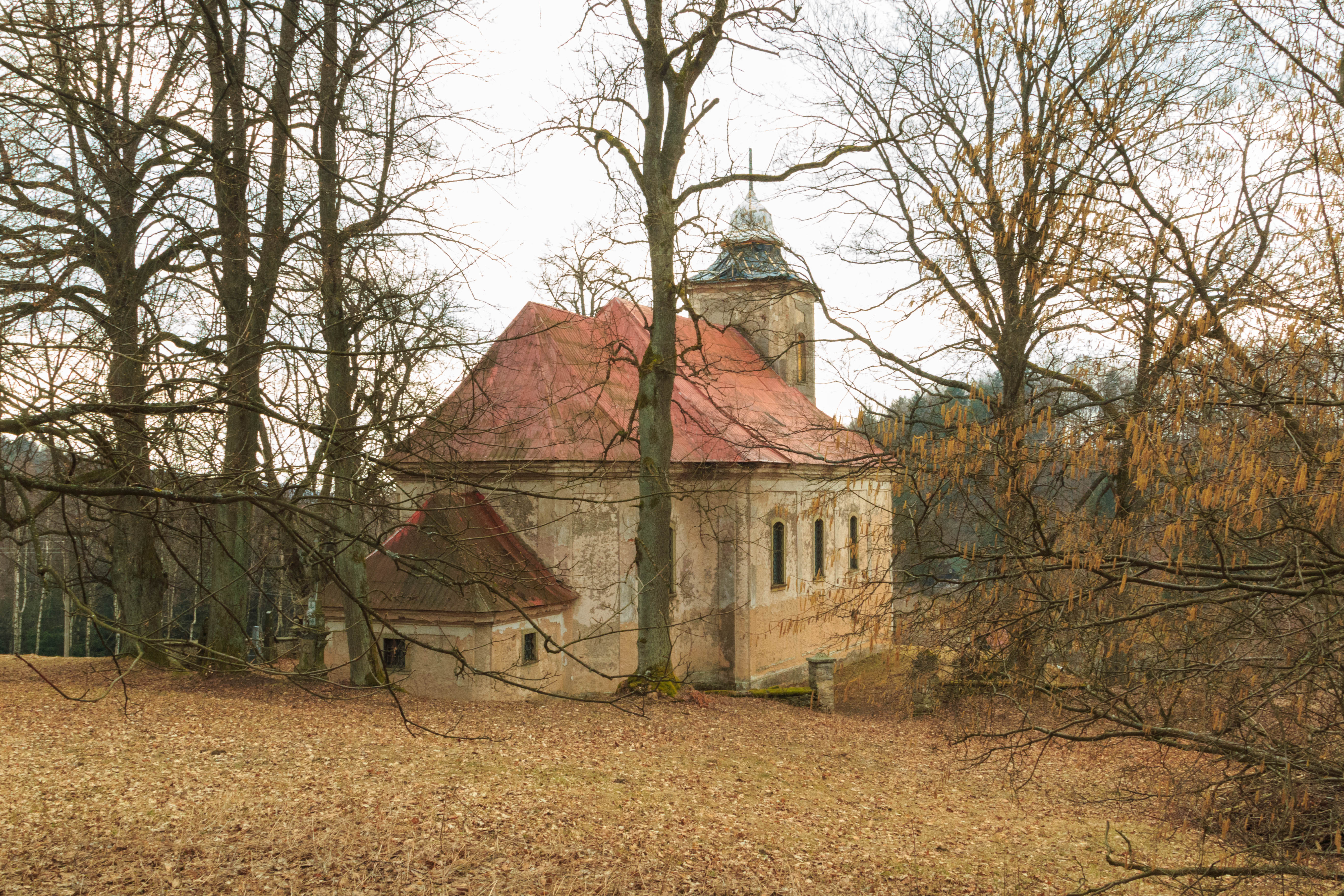
Kostel svaté Kateřiny v Kačerově
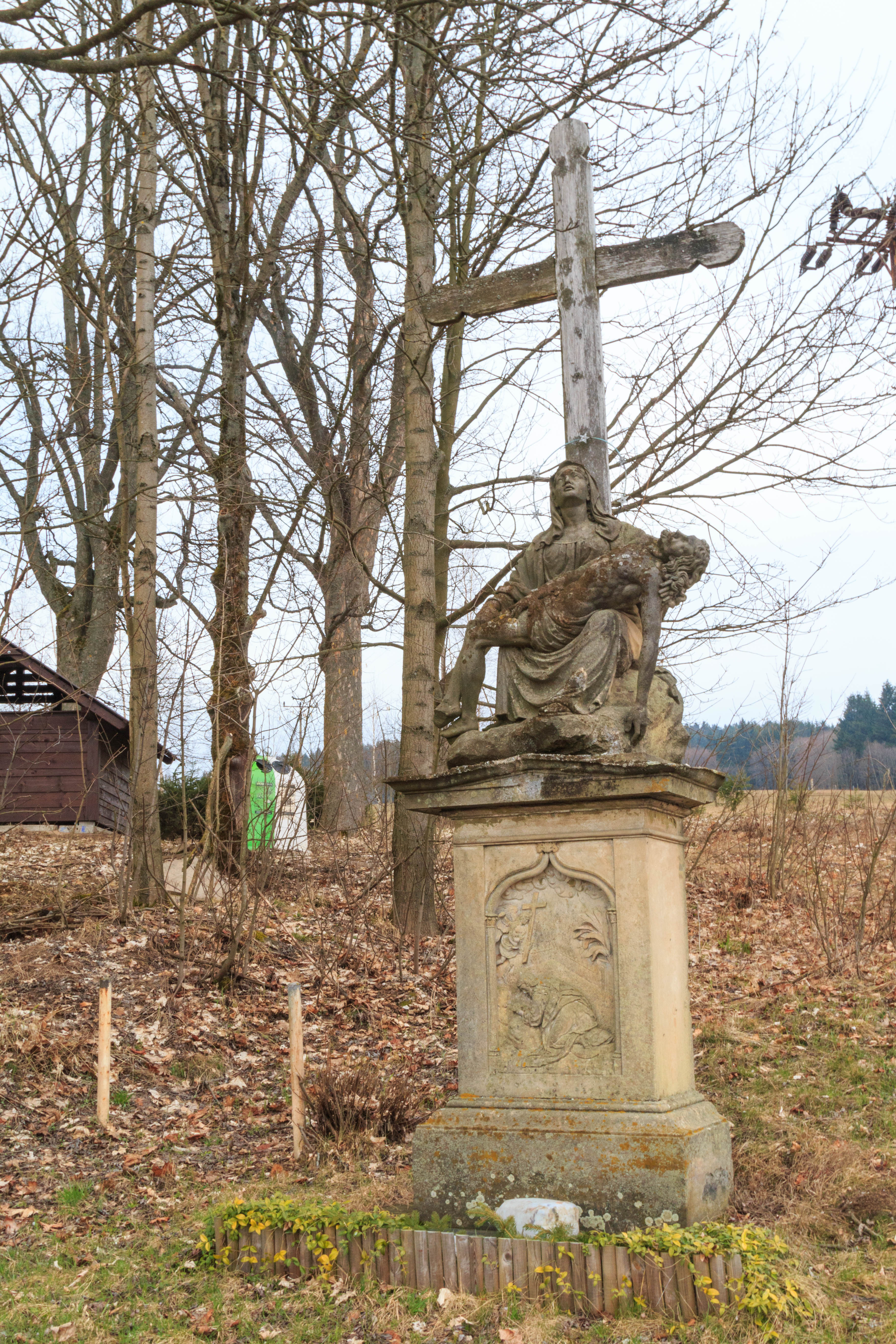
Sousoší Piety v Kačerově
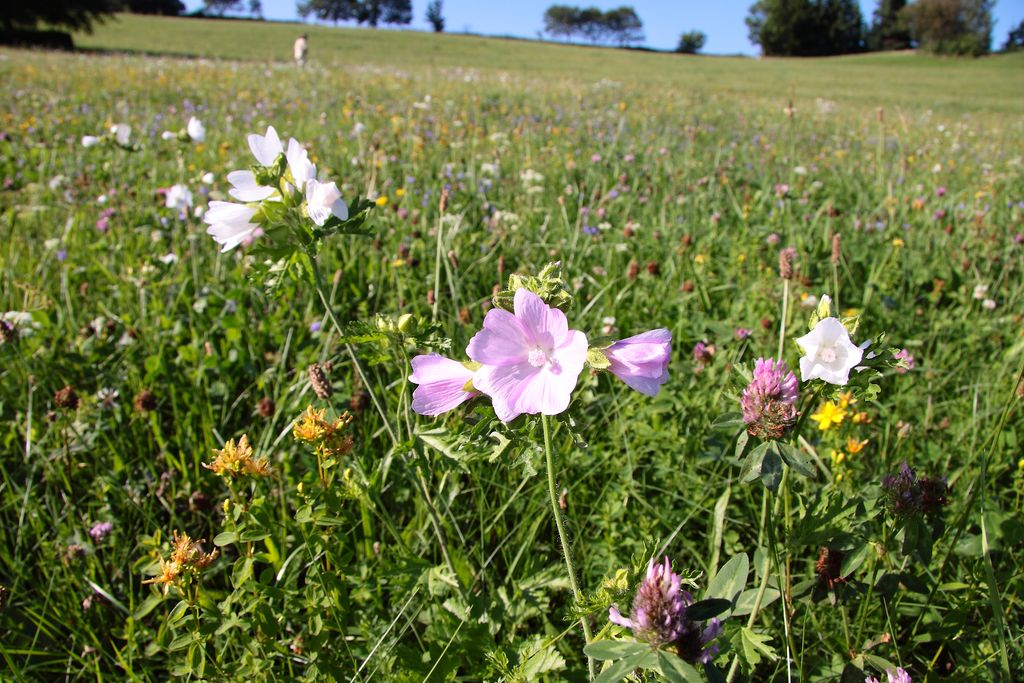
Květnaté louky pod kostelem
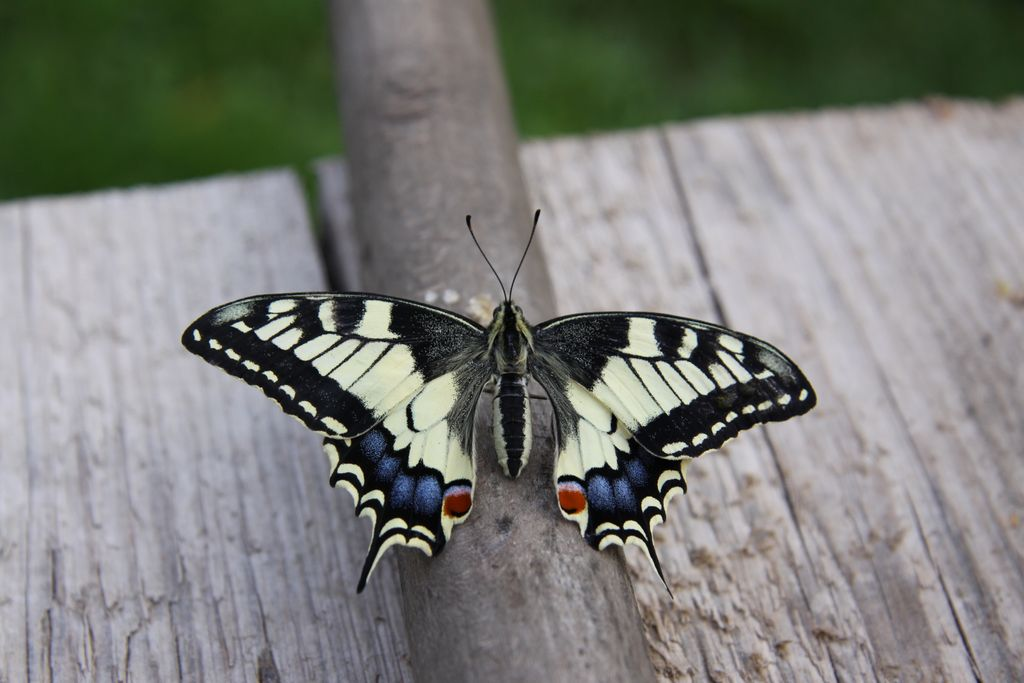
Ohrožený otakárek fenyklový vyfocený v Kačerově (2009)